# Worgret
Worgret – wieś w Anglii, w hrabstwie Dorset, w dystrykcie (unitary authority) Dorset. Leży 22 km na wschód od miasta Dorchester i 169 km na południowy zachód od Londynu.